# Professional'nyj Basketbol'nyj klub Lokomotiv Kuban' 2016-2017
Questa voce raccoglie le informazioni riguardanti il Professional'nyj Basketbol'nyj klub Lokomotiv Kuban' nelle competizioni ufficiali della stagione 2016-2017.

## Stagione
La stagione 2016-2017 del Professional'nyj Basketbol'nyj klub Lokomotiv Kuban' è la 20ª nel massimo campionato russo di pallacanestro, la VTB United League.

## Roster
Aggiornato al 12 dicembre 2024
| Lokomotiv Kuban Krasnodar 2016-17 | Lokomotiv Kuban Krasnodar 2016-17 |
| Giocatori                         | Staff tecnico                     |
| --------------------------------- | --------------------------------- |

| N. | Naz.                                           | Ruolo | Nome               | Anno | Alt.   | Peso   |  |
| -- | ---------------------------------------------- | ----- | ------------------ | ---- | ------ | ------ |  |
| 1  | Stati Uniti (bandiera)                         | AP    | Mardy Collins      | 1984 | 198 cm | 100 kg |  |
| 2  | Stati Uniti (bandiera)                         | AG    | Kenny Gabriel      | 1989 | 205 cm | 102 kg |  |
| 4  | Russia (bandiera)                              | G     | Evgenij Baburin    | 1987 | 190 cm | 95 kg  |  |
| 5  | Stati Uniti (bandiera)                         | AC    | Kevin Jones        | 1989 | 206 cm | 114 kg |  |
| 10 | Russia (bandiera)                              | C     | Vladimir Ivlev     | 1990 | 207 cm | 102 kg |  |
| 11 | Russia (bandiera)                              | AP    | Denis Levšin       | 1993 | 202 cm | 90 kg  |  |
| 12 | Stati Uniti (bandiera)                         | G     | Matt Janning       | 1988 | 195 cm | 89 kg  |  |
| 13 | Russia (bandiera)                              | PG    | Dmitrij Chvostov   | 1989 | 190 cm | 80 kg  |  |
| 14 | Grecia (bandiera)                              | C     | Ian Vougioukas     | 1985 | 212 cm | 122 kg |  |
| 16 | Russia (bandiera)                              | C     | Sergej Balašov     | 1996 | 206 cm | 103 kg |  |
| 17 | Lettonia (bandiera)                            | C     | Kaspars Bērziņš    | 1985 | 213 cm | 107 kg |  |
| 20 | Russia (bandiera)                              | A     | Andrej Zubkov (C)  | 1991 | 206 cm | 100 kg |  |
| 21 | Russia (bandiera)                              | C     | Grigorij Šuchovcov | 1983 | 211 cm | 108 kg |  |
| 22 | Stati Uniti (bandiera) · Montenegro (bandiera) | P     | Taylor Rochestie   | 1985 | 188 cm | 88 kg  |  |
| 31 | Russia (bandiera)                              | G     | Denis Zacharov     | 1993 | 193 cm | 87 kg  |  |
| 45 | Australia (bandiera)                           | AP    | Ryan Broekhoff     | 1990 | 198 cm | 98 kg  |  |
| 77 | Russia (bandiera)                              | AG    | Il'ja Usol'cev     | 1996 | 203 cm | 100 kg |  |

| Allenatore |
| - Fōtīs Katsikarīs (fino al 14 novembre) - Saša Obradović (dal 14 novembre)                                                   |
| Assistente/i |
| - Milenko Bogićević (dal 14 novembre) - Duško Marković (dal 14 novembre) Legenda - (C) Capitano - (IN) Inattivo - Infortunato |

## Mercato

### Sessione estiva
| Acquisti | Acquisti         | Acquisti             | Acquisti   | Acquisti |
| R.a      | Nome             | da                   | Modalità   |          |
| -------- | ---------------- | -------------------- | ---------- | -------- |
| P        | Taylor Rochestie | Maccabi Tel Aviv     | definitivo |          |
| PG       | Dmitrij Chvostov | Nižnij Novgorod      | definitivo |          |
| G        | Evgenij Baburin  | Nižnij Novgorod      | definitivo |          |
| G        | Denis Zacharov   | Enisey Krasnojarsk   | definitivo |          |
| AP       | Mardy Collins    | Strasburgo           | definitivo |          |
| AP       | Denis Levšin     | Chimki II            | definitivo |          |
| AG       | Kenny Gabriel    | Karşıyaka            | definitivo |          |
| C        | Sergej Balašov   | Zenit S. Pietroburgo | definitivo |          |
| C        | Vladimir Ivlev   | Nižnij Novgorod      | definitivo |          |
| C        | Kevin Jones      | Partizan             | definitivo |          |
| C        | Ian Vougioukas   | Žalgiris Kaunas      | definitivo |          |

| Cessioni | Cessioni         | Cessioni           | Cessioni       | Cessioni |
| R.       | Nome             | a                  | Modalità       |          |
| -------- | ---------------- | ------------------ | -------------- | -------- |
| P        | Malcolm Delaney  | Atlanta Hawks      | fine contratto |          |
| P        | Dontaye Draper   | Real Madrid        | fine contratto |          |
| G        | Sergej Bykov     | Free agent         | fine contratto |          |
| G        | Maksim Koljuškin | Avtodor Saratov    | fine contratto |          |
| G        | Evgenij Voronov  | UNICS Kazan'       | fine contratto |          |
| A        | Víctor Claver    | Barcellona         | fine contratto |          |
| AG       | Nikita Balašov   | Free agent         | fine contratto |          |
| AG       | Anthony Randolph | Real Madrid        | fine contratto |          |
| AG       | Nikita Zverev    | Nižnij Novgorod    | fine contratto |          |
| AC       | Chris Singleton  | Anhui Wenyi        | fine contratto |          |
| C        | Igor' Kanygin    | Enisey Krasnojarsk | fine contratto |          |

### Dopo l'inizio della stagione
| Acquisti | Acquisti        | Acquisti | Acquisti        | Acquisti   |
| R.       | Nome            | da       | Data            | Modalità   |
| -------- | --------------- | -------- | --------------- | ---------- |
| C        | Kaspars Bērziņš | Ogre     | 24 gennaio 2017 | definitivo |

| Cessioni | Cessioni      | Cessioni      | Cessioni         | Cessioni    |
| R.       | Nome          | a             | Data             | Modalità    |
| -------- | ------------- | ------------- | ---------------- | ----------- |
| AG       | Kenny Gabriel | Panathīnaïkos | 24 novembre 2016 | rescissione |